# OpenDNS
OpenDNS è un servizio che offre liberamente i propri DNS. Sono messi a disposizione i seguenti indirizzi per un uso pubblico:
- 208.67.222.222
- 208.67.220.220

OpenDNS è utilizzabile su tutti i sistemi operativi.

## Storia
OpenDNS venne lanciato nel luglio 2006 dall'hacker David Ulevitch. Il concetto di base consiste nel creare un servizio di risoluzione di nomi in indirizzi Internet (DNS) che non sia controllato da governi o enti militari al fine di evitare censura, vincoli e controllo sul traffico internet e i suoi contenuti.
Ad agosto 2007 OpenDNS raggiunse il milione di utilizzatori. Ad agosto 2015 viene acquisito da Cisco.

## Che cos'è
Nonostante il nome, non è a codice aperto.
OpenDNS forniva un servizio a pagamento senza pubblicità ed uno gratuito finanziato dalla pubblicità inserita nelle pagine delle query non risolte. Dal 6 giugno 2014 la pubblicità è stata definitivamente rimossa anche dal servizio non a pagamento. Si ritiene che il servizio sia tra i più sicuri sul mercato e, dopo aver conquistato l'1% con 18 milioni di utilizzatori nel 2010, nel 2013 raddoppia la cifra e raggiunge i 50 milioni di internauti.

### DNS
Il servizio DNS offerto è reperibile a questi indirizzi (server ricorsivi pubblici):
Indirizzi IPv4 
- 208.67.222.222 (resolver1.opendns.com)
- 208.67.220.220 (resolver2.opendns.com)
- 208.67.222.220 (resolver3.opendns.com)
- 208.67.220.222 (resolver4.opendns.com)

Indirizzi IPv6 
- 2620:119:35::35
- 2620:119:53::53

Utilizza un sistema di routing anycast (un solo IP per un cluster di server) con collegamenti ridondanti e una grande quantità di cache. È così in grado di risolvere parecchi hostname di Internet alla prima interrogazione, resistere a picchi notevoli di richieste e isolare e recuperare rapidamente fallimenti di una porzione del sistema in modo trasparente all'utente, che continua a contattare lo stesso IP.

### Filtraggio
OpenDNS offre diversi tipi di filtraggio, e fornisce varie categorie "pronte" di hostname che possono essere bloccate, con possibilità di eccezioni (liste bianche e liste nere).
È possibile sia impostare filtri per il Parental Control che per controllare gli accessi dei dipendenti nei luoghi di lavoro (in ambienti di lavoro con un alto numero di postazioni collegate ad internet, basta bloccare l'accesso a tutti i siti e impostare le eccezioni volute). Per il Parental Control sono disponibili anche degli IP specifici (FamilyShield), per impostare un livello di controllo:
- 208.67.222.123
- 208.67.220.123

### Sicurezza
Il sistema tiene una lista aggiornata di hostname sospettati di phishing o di ospitare malware, bloccandone la risoluzione. Gli utenti hanno a disposizione un servizio di denuncia di siti sospetti che aiuta a renderla completa. Questo controllo è importante anche per impedire a eventuali Trojan di collegarsi dal proprio host a una bot-net o di inviare dati sensibili a siti malevoli. Questo rende senz'altro auspicabile una grande diffusione di questo tipo di servizio sui protocolli DNS.
OpenDNS supporta anche DNSCrypt per rendere sicura la trasmissione dei dati del servizio anche sull'ultimo miglio.

### Altro
Il servizio DNS-O-Matic di OpenDNS consente di inviare aggiornamenti sul proprio IP a vari provider di DynamicDNS (usato per associare un hostname ad una propria macchina o rete personale dietro un IP dinamico) che implementano l'API di aggiornamento DynDNS.
OpenDNS possiede anche una funzione d'autocorrezione per gli hostname mal digitati (ad esempio "www.qualcosa.og" invece di ".org").

## Localizzazione dei server
Le dislocazione dei server è la seguente:
- Amsterdam, NL
- Ashburn, US
- Atlanta, US
- Bucarest, RO
- Chicago, US
- Copenaghen, DK
- Dallas, US
- Denver, US
- Dubai, AE
- Dublino, IE
- Francoforte sul Meno, DE
- Hong Kong, CN
- Johannesburg, ZA
- Londra, GB
- Los Angeles, US
- Melbourne, AU
- Miami, US
- Milano, IT
- Mumbai, IN
- New York, US
- Palo Alto, US
- Paris, FR
- Praga, CZ
- Sao Paulo, BR
- Seattle, US
- Singapore, SG
- Sydney, AU
- Tokyo, JP
- Toronto, CA
- Vancouver, CA
- Varsavia, PL